# Saint-André-Goule-d'Oie
Saint-André-Goule-d'Oie là một xã ở tỉnh Vendée trong vùng Pays de la Loire, Pháp. Xã này có diện tích 20,19 kilômét vuông, dân số năm 2006 là 1549 người. Xã này nằm ở khu vực có độ cao trung bình 57 mét trên mực nước biển.
Danh xưng dân địa phương trong tiếng Pháp là Gouledoisiens.

## Biến động dân số
| Năm | 1836  | 1846  | 1851  | 1856  | 1866  | 1872  | 1876  | 1881  | 1890  | 1962  | 1968  | 1975  | 1982  | 1990  | 1999  | 2006  |
| --- | ----- | ----- | ----- | ----- | ----- | ----- | ----- | ----- | ----- | ----- | ----- | ----- | ----- | ----- | ----- | ----- |
| Dân số | 1 334 | 1 312 | 1 366 | 1 387 | 1 491 | 1 525 | 1 549 | 1 588 | 1 690 | 1 029 | 1 087 | 1 113 | 1 272 | 1 353 | 1 307 | 1 549 |
| From the year 1962 on: No double counting—residents of multiple communes (e.g. students and military personnel) are counted only once. |       |       |       |       |       |       |       |       |       |       |       |       |       |       |       |       |